# Isola 2000
Isola 2000 is een wintersportoord in het Massif du Mercantour-Argentera van de Franse Alpen. De plaats ligt in de regio Provence-Alpes-Côte d'Azur in het departement Alpes-Maritimes. Het wintersportstation ligt op een hoogte van 2000 meter op het grondgebied van de gemeente Isola, zestien kilometer verwijderd van het dorpscentrum. 
Het vakantiedorp bevindt zich vlak bij het nationaal park Mercantour en op drie kilometer van de Frans-Italiaanse grens die bereikbaar is via de Lombardapas. Het wintersportoord werd gebouwd op land dat Italië bij de Vrede van Parijs (1947) aan Frankrijk had afgestaan. De inwoners van het resort worden Isoliens genoemd.
Isola 2000 is ontworpen door de Fransman Michel Renaud en werd uitgebouwd vanaf 1971. Het resort wordt zo genoemd vanwege de gemiddelde hoogte van ongeveer 2.000 meter. De hoogste top en het dichtst bij het resort is de Mont Malinvern die oploopt tot 2.938 meter. Het skigebied varieert van 1.800 meter tot 2.600 meter (bij de bergtop Sistron) en biedt 45 pistes met een totale lengte van 120 kilometer.
Het skioord Isola 2000 profiteert van een hogere sneeuwbedekking op deze breedtegraad vanwege de nabijheid van de Golf van Genua en het lagedrukgebied die zich daar vormt tijdens een noordwestelijke stroming, waardoor overvloedige neerslag wordt gegenereerd die op deze hoogte in de vorm van sneeuw naar beneden valt. Deze neerslag die vanuit het zuiden omhoog komt, is relatief zeldzaam maar overvloedig. Het aantal zonneuren is hoog, maar de temperaturen kunnen in de winter erg laag zijn (-27 °C op 28 december 2005).
In Isola 2000 worden wedstrijden verreden in het kader van het FIM Wereldkampioenschap trial en vond in 2016 de Trial des Nations plaats.

## Ronde van Frankrijk
Isola 2000 is twee keer aankomstplaats in de Ronde van Frankrijk geweest. In 1993 werd het geklassificeerd als buiten categorie, in 2024 als eerste categorie. In 2008 passeerde de Tour ook Isola 2000, in etappe 16 van Cuneo naar Jausiers maar was dit in de afdaling na de beklimming van de Lombardapas.
De beklimming naar het wintersportoord loopt via de M97 en begint in Isola. Het hoogteverschil van 1.281 meter wordt over 16 kilometer overbrugd met gemiddeld 7,1 % en maximaal stijgingspercentage van 10 %.
Als eerste op de top:
- 1993:  Tony Rominger
- 2008 (Lombardapas):  Stefan Schumacher
- 2024:  Tadej Pogačar